# Reserva de la biosfera de las Mariñas Coruñesas y Tierras de Mandeo
Las Mariñas Coruñesas e Terras do Mandeo es una reserva de la biosfera declarada el 28 de mayo de 2013, que abarca 17 ayuntamientos de las comarcas de La Coruña, Betanzos y Terra de Melide. La reserva tiene una superficie de 113 970 hectáreas y en ella vive una población de unas 195 000 personas.
Dentro de la reserva se incluyen varios Lugares de Importancia Comunitaria de la Red Natura 2000 y un Monumento Natural.

## Geografía

La cuenca del río Mero (azul oscuro) en el conjunto de las cuencas del Golfo Ártabro

La reserva de la biosfera está formada esencialmente por las cuencas de dos ríos principales, el Mero y el Mandeo y por el litoral de las rías de Betanzos y del Burgo (con la excepción del propio término municipal de La Coruña). Así, abarca áreas costeras y de montaña; su altitud máxima está en el monte de la Cova da Serpe (841 m).
La extensión de la Reserva supone un 3,85% de la Comunidad Autónoma de Galicia. Administrativamente, el territorio pertenece a un total de 176 parroquias de los siguientes ayuntamientos:
- En la comarca de La Coruña: Abegondo, Arteijo, Bergondo, Cambre, Carral, Culleredo, Oleiros y Sada.
- En la comarca de Betanzos: Aranga, Betanzos, Coirós, Curtis, Irijoa, Miño, Oza-Cesuras y Paderne.
- En la comarca de la Tierra de Melide: Sobrado.

## Demografía
Según el IGE, en 2019 la población de la reserva era de 195.077 habitantes, con una densidad media de 168 hab/km². Esto supone una densidad mayor al promedio gallego, lo que se explica por el hecho de que la reserva está en el área de influencia de la ciudad de La Coruña. Sin embargo, hay que reparar en las grandes diferencias en la densidad de los diversos ayuntamientos según su cercanía a La Coruña, con una densidad máxima en Oleiros (780,1 hab/km²) y mínima en Sobrado (17,3 hab/km²). Habida cuenta de estos datos, se pueden distinguir tres áreas:
- Área suburbana, conformada por el primer cinturón metropolitano de La Coruña. Se trata de los ayuntamientos de Arteijo, Cambre, Culleredo y Oleiros.
- Área rururbana, conformada por los ayuntamientos de Sada, Bergondo, Betanzos, Abegondo y Carral.
- Área rural, conformada por los ayuntamientos de Aranga, Coirós, Curtis, Irijoa, Miño, Oza-Cesuras, Paderne y Sobrado.

## Espacios protegidos y medio ambiente
Dentro de la reserva se incluyen varios lugares de importancia comunitaria de la Red Natura 2000, como Betanzos-Mandeo, el esteiro del río Bajoy, el embalse de Abegondo-Cecebre, las brañas del Deo, la Sierra de Cova da Serpiente, la Costa de Dexo-Serantes (también declarada monumento natural) y el tramo de la Costa de la Muerte correspondiente a Arteijo.
Esta Reserva de Biosfera se localiza en el ámbito del litoral cántabro-atlántico de Galicia, en el Noroeste de la península ibérica. Este territorio, definido por las grandes cuencas de los ríos Mero y Mandeo, además de otras menores, incluye áreas costeras, valles litorales y sierras interiores; extendiéndose desde la costa hasta el límite con la provincia de Lugo.
En la Reserva se diferencian tres zonas bien definidas (núcleo, tampón y de transición), siendo las zonas núcleo las que albergan sus principales valores ecológicos, por lo que cuentan con un alto grado de protección ambiental, de forma que se garantiza la conservación de su paisaje, sus hábitats y sus especies. Albergan 49 hábitats de interés comunitario, 12 de los cuales son considerados como prioritarios. Asimismo, más de 300 especies, amparadas bajo algún instrumento de protección internacional, europeo, estatal o gallego, tienen ahí su refugio.
Destacan especialmente en esta Reserva, por su gran valor ecológico, los antiguos bosques atlánticos costeros, que aún conserva, y que cada vez son más pequeños y escasos, y están más fragmentados. Estos bosques son el último refugio de varias especies de fauna y flora, relictos climáticos que sobrevivieron durante las últimas glaciaciones en los bosques templados de nuestro litoral.

## Galería de imágenes

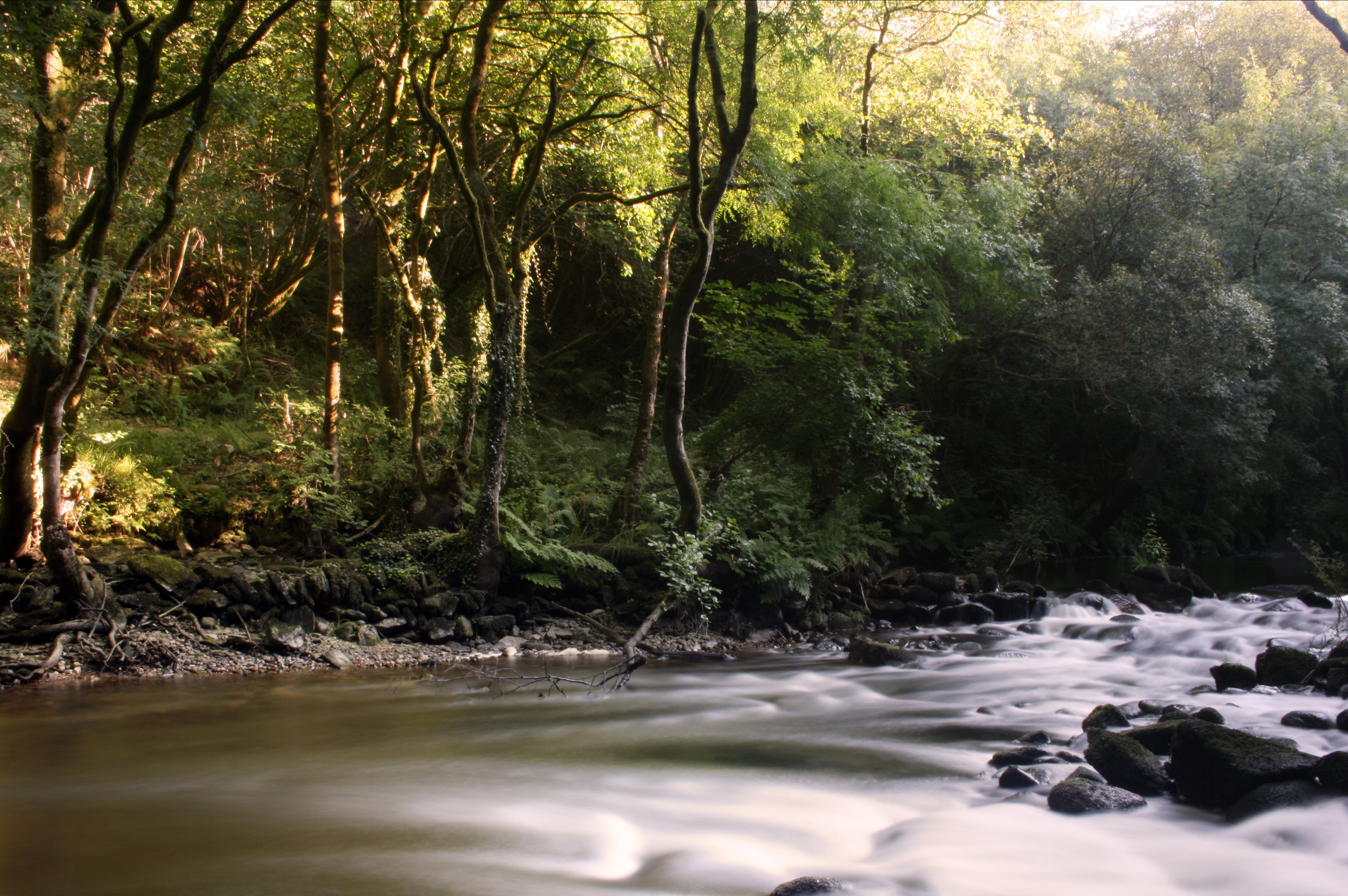
Río Mandeo en Chelo, Coirós
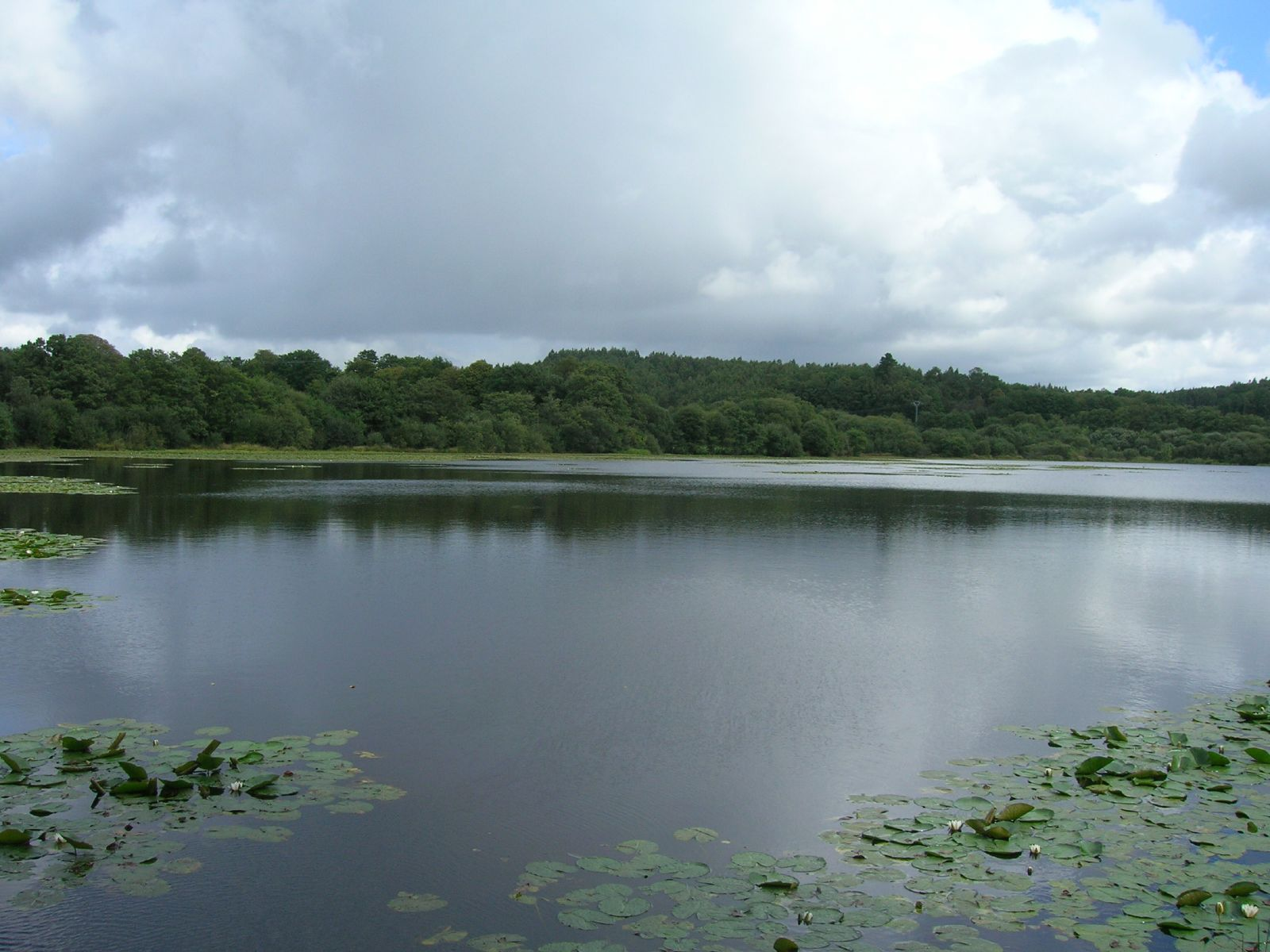
Laguna de Sobrado
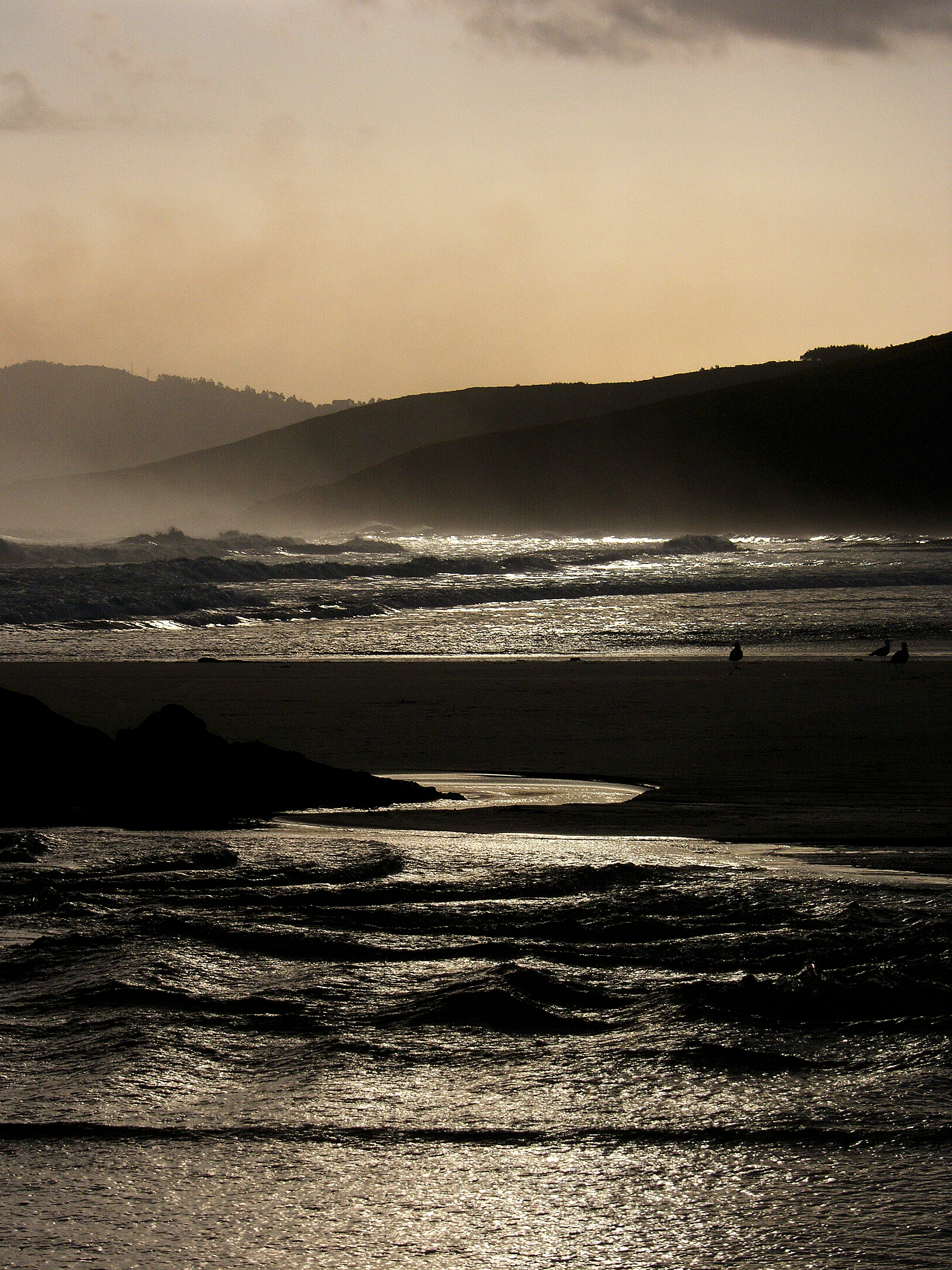
Playa de Barrañán, en Arteijo
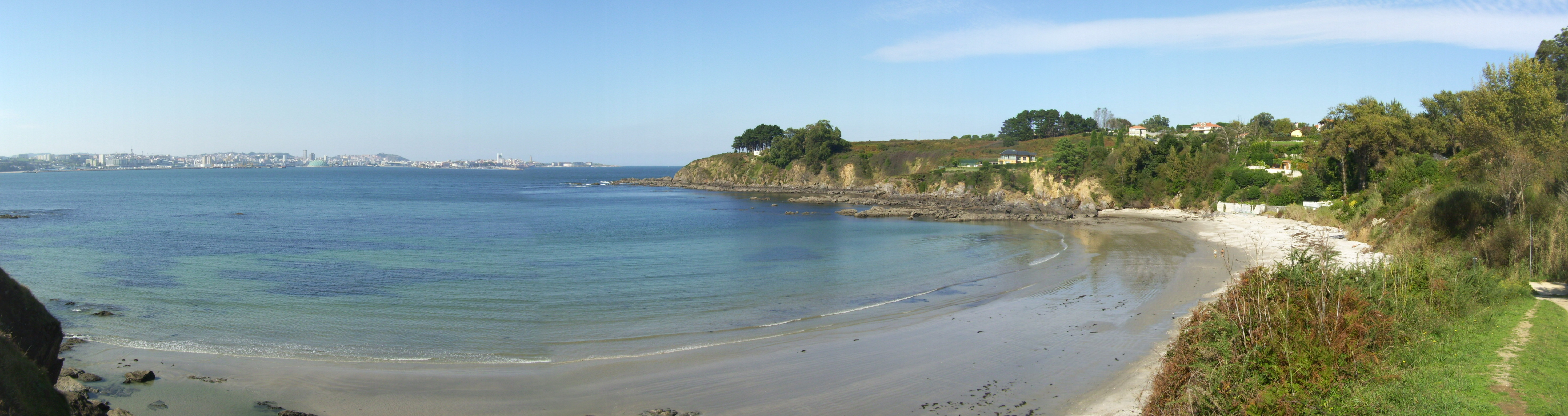
Playa de Naval, en Dorneda, Oleiros
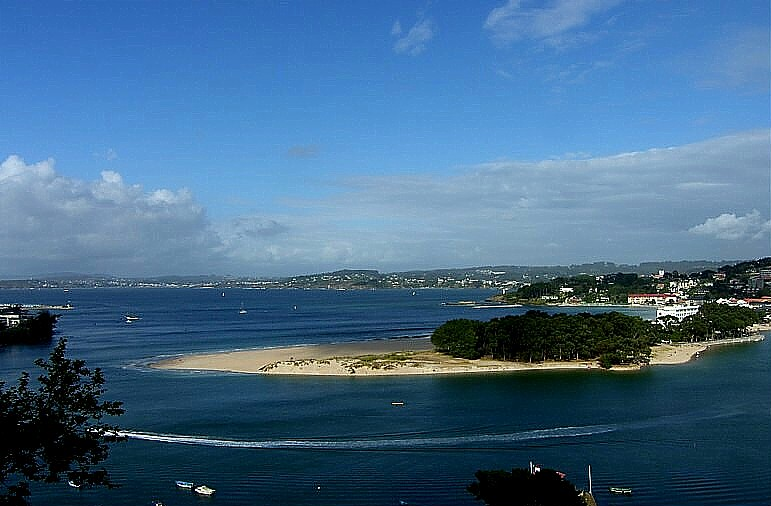
Playa de Santa Cristina y litoral de la ría de La Coruña en el ayuntamiento de Oleiros
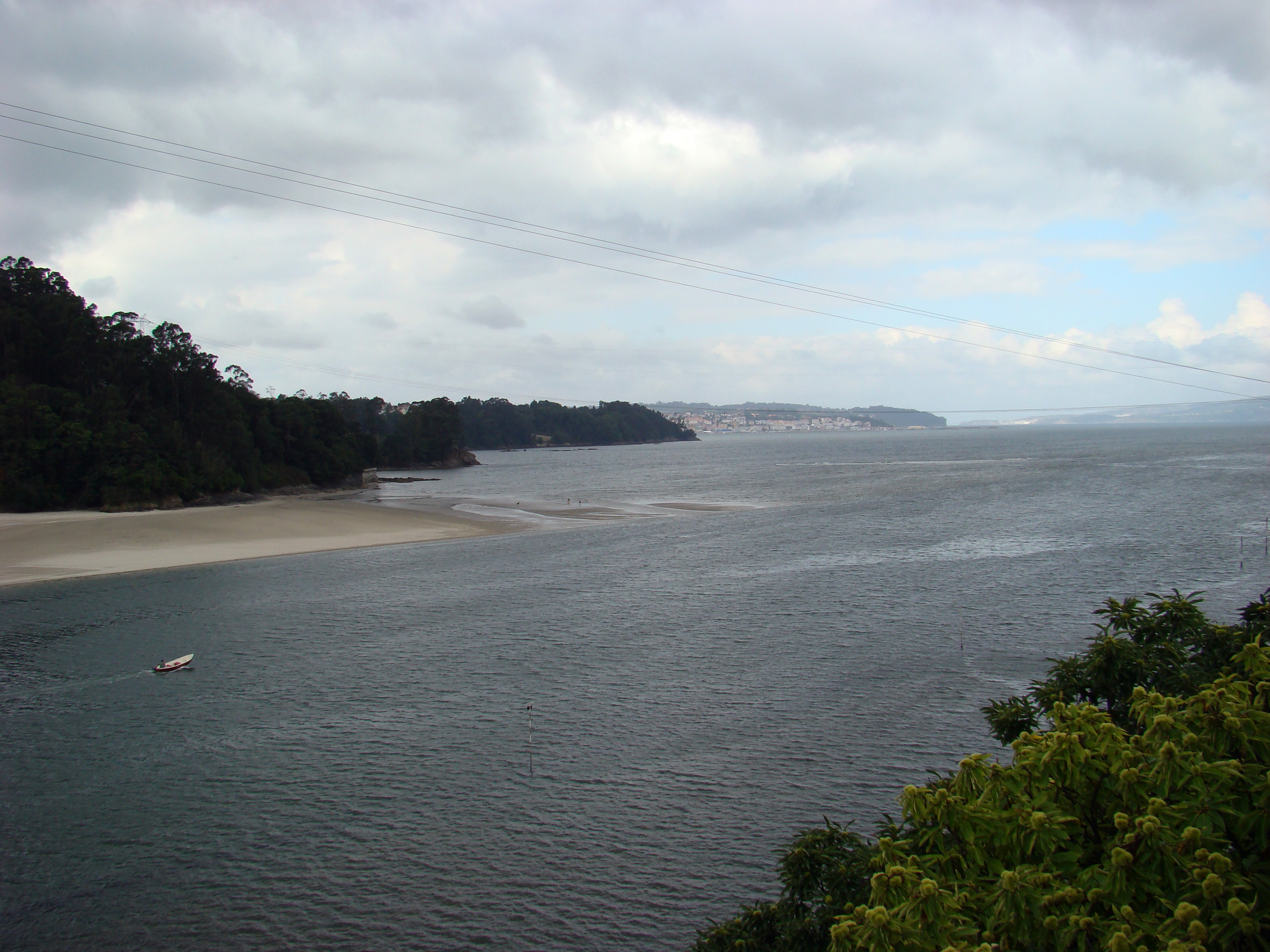
La ría de Betanzos desde El Pedrido. Al fondo, la villa de Sada y el puerto de Fontán.